# جی‌اس استورج
جی‌اس استورج (انگلیسی: JT Storage) شرکت سخت‌افزار آمریکایی است، که در سال ۱۹۹۴ تأسیس شد.